# Федеральная налоговая служба России
Федеральная налоговая служба (ФНС России) — федеральный орган исполнительной власти, осуществляющий функции по контролю и надзору за соблюдением законодательства о налогах и сборах, за правильностью исчисления, полнотой и своевременностью внесения в соответствующий бюджет налогов, сборов и страховых взносов, в случаях, предусмотренных законодательством Российской Федерации, за правильностью исчисления, полнотой и своевременностью внесения в соответствующий бюджет иных обязательных платежей, за производством и оборотом табачной продукции, за применением контрольно-кассовой техники, а также функции органа валютного контроля в пределах компетенции налоговых органов.
Прежние наименования — Государственная налоговая служба Российской Федерации, Министерство Российской Федерации по налогам и сборам.
Помимо выполнения функций в сфере обязательных платежей, занимается регистрацией юридических лиц и индивидуальных предпринимателей, аккредитацией подразделений иностранных юридических лиц (кроме кредитных организаций). Представляет Российскую Федерацию в делах о банкротстве по требованиям из денежных обязательств. Выступает правопреемником Федеральной службы по финансовому оздоровлению и банкротству.
ФНС и её территориальные органы являются юридическими лицами, имеют бланк и печать с изображением государственного герба страны и своим наименованием, эмблему, иные печати, штампы и бланки установленного образца, а также счета, открываемые в соответствии с федеральным законодательством.
Профессиональный праздник «День работника налоговых органов Российской Федерации» — 21 ноября.

## История
В 1990 году в соответствии с Постановлением Совета Министров СССР от 24 января 1990 года № 76, приказами Министерства финансов РСФСР от 6 марта 1990 года № 50 л. с. и от 25 апреля 1990 года № 03/117 «О функциях государственных налоговых инспекций и их примерной структуре» в составе Министерства финансов РСФСР создана Государственная налоговая инспекция при Министерстве финансов РСФСР
В 1991—1998 годах — Государственная налоговая служба Российской Федерации;
В 1998—2004 годах — Министерство по налогам и сборам Российской Федерации (МНС России);
С 2004 года — Федеральная налоговая служба (ФНС России).

## Функции
На основании главы II Постановления Правительства РФ от 30.09.2004 г. № 506 «Об утверждении Положения о Федеральной налоговой службе», пункта 4 Постановления Правительства РФ от 25.06.2021 г. № 1011 «О федеральном государственном контроле (надзоре) за организацией и проведением азартных игр» и пункта 3 Постановления Правительства РФ от 25.06.2021 № 1012 «О федеральном государственном контроле (надзоре) за проведением лотерей».
- функции по контролю и надзору за соблюдением законодательства о налогах и сборах, страховых взносов, а также отнесенных к нему требований трудового кодекса — осуществляет внеплановые выездные проверки по жалобам граждан и организаций;
- функции по контролю и надзору за правильностью исчисления, полнотой и своевременностью внесения в соответствующий бюджет налогов и сборов;
- функции по федеральному государственному контролю (надзору) за проведением лотерей;
- функции по федеральному государственному контролю (надзору) за организацией и проведением азартных игр;
- функции по контролю и надзору за правильностью исчисления, полнотой и своевременностью внесения в соответствующий бюджет иных обязательных платежей (в случаях, предусмотренных законодательством Российской Федерации);
- функции по контролю и надзору за производством и оборотом табачной продукции;
- функции по контролю и надзору за применением контрольно-кассовой техники;[9],
- функции органа валютного контроля в пределах компетенции налоговых органов;
- государственную регистрацию юридических лиц, физических лиц, индивидуального предпринимателя и самозанятых граждан;
- ведёт учёт и представляет выписку онлайн Единого государственного реестра юридических лиц (ЕГРЮЛ) и Единого государственного реестра индивидуальных предпринимателей (ЕГРИП);
- аккредитацию филиалов, представительств иностранных юридических лиц (за исключением представительств иностранных кредитных организаций).
- представление в делах о банкротстве и в процедурах банкротства требований об уплате обязательных платежей и требований Российской Федерации по денежным обязательствам;

ФНС России осуществляет свою деятельность непосредственно и через свои территориальные органы во взаимодействии с другими федеральными органами исполнительной власти, органами исполнительной власти субъектов Российской Федерации, органами местного самоуправления и государственными внебюджетными фондами, общественными объединениями и иными организациями.

## Классные чины и форменная одежда ФНС России
Служащие государственной гражданской службы имеют классные чины по группам 1, 2 и 3 классов, которые соответствуют воинскому званию. Классные чины устанавливает статья 11 Федерального закона от 27.07.2004 № 79-ФЗ «О государственной гражданской службе Российской Федерации» и Указ Президента Российской Федерации от 30.09.2013 № 744.
Служащие федеральной службы имеют универсальную форменную одежду, со знаками отличиями и погонами, утвержденные Приказом ФНС России от 21.03.2007 г. № ММ-3-17/151@ «О форменной одежде работников Федеральной налоговой службы, которым присвоены классные чины».
Классный чин присваивается не ранее чем после 3 месяцев испытательного срока.

## Деятельность
В 2024 году Федеральная налоговая служба (ФНС) включила в свой план деятельности на 2025 год и плановый период 2026—2030 годов инициативу по переходу к бездекларационному порядку исчисления и уплаты налога на доходы физических лиц (НДФЛ). Эта мера касается как минимум основных видов доходов, которые в настоящее время подлежат декларированию. Задача об отказе от подачи деклараций была впервые озвучена в интервью главы ФНС Даниила Егорова в 2021 году и была закреплена в планах ведомства с учётом переноса сроков на конец 2025 года.
Концепция бездекларационного порядка уже разработана, ведется согласование изменений в законодательство с Минфином. Применение нового порядка будет касаться, в частности, доходов от продажи недвижимости, уступки прав по договорам участия в долевом строительстве, продажи транспортных средств и некоторых других видов доходов. Планируется, что система будет автоматически вычислять сумму налога и уведомлять налогоплательщика. Такая реформа облегчит процесс подачи деклараций и сократит затраты как для граждан, так и для налоговых органов.
Введенная система также предполагает упрощение для налогоплательщиков, поскольку они не будут обязаны самостоятельно подавать декларации по форме 3-НДФЛ в таких ситуациях, как продажа недвижимости, получение доходов из-за рубежа или сдача имущества в аренду.
В пресс-службе ФНС отметили, что работа по внедрению бездекларационного порядка продолжается, с ожидаемой реализацией плана до конца 2025 года.
| Униформа налогового инспектора ФНС России | Шеврон ФНС России | Действительный государственный советник РФ 1 класса | Действительный государственный советник РФ 2 класса | Действительный государственный советник РФ 3 класса | Государственный советник РФ 1 класса | Государственный советник РФ 2 класса | Государственный советник РФ 3 класса |

| Советник государственной гражданской службы РФ 1 класса | Советник государственной гражданской службы РФ 2 класса | Советник государственной гражданской службы РФ 3 класса | Референт государственной гражданской службы РФ 1 класса | Референт государственной гражданской службы РФ 2 класса | Референт государственной гражданской службы РФ 3 класса | Секретарь государственной гражданской службы РФ 1 класса | Секретарь государственной гражданской службы РФ 2 класса | Секретарь государственной гражданской службы РФ 3 класса |

## Руководство налоговых органов Российской Федерации
Общая численность работников ФНС России по состоянию на конец 2010 года составляла примерно 170 тысяч человек. На конец 2016 года численность составляла 149,9 тыс. сотрудников.
Главная государственная налоговая инспекция Министерства финансов Союза Советских Социалистических Республик
- Гусев, Владимир Васильевич (21 февраля 1990[17] — 20 ноября 1991), начальник

Государственная налоговая служба Российской Советской Федеративной Социалистической Республики
- Лазарев, Игорь Николаевич (21 ноября 1991[18] — 30 декабря 1991), руководитель в ранге министра РСФСР

Государственная налоговая служба Российской Федерации
- Лазарев, Игорь Николаевич (31 декабря 1991[19] — 5 февраля 1993[20]), руководитель
- Гусев, Владимир Васильевич (4 марта 1993 — 22 апреля 1993), исполняющий обязанности руководителя
- Гусев, Владимир Васильевич (23 апреля 1993[21] — 12 марта 1996[22]), руководитель
- Артюхов, Виталий Григорьевич (12 марта 1996[22] — 14 апреля 1997[23]), руководитель в ранге заместителя председателя Правительства Российской Федерации
- Починок, Александр Петрович (16 апреля 1997[24] — 29 мая 1998[25]), руководитель
- Фёдоров, Борис Григорьевич (29 мая 1998[26] — 17 августа 1998[27]), министр Российской Федерации — руководитель
- Фёдоров, Борис Григорьевич (17 августа 1998[27] — 28 сентября 1998[28]), заместитель председателя Правительства Российской Федерации — руководитель
- Боос, Георгий Валентинович (29 сентября 1998[29] — 22 декабря 1998), руководитель

Министерство Российской Федерации по налогам и сборам
- Боос, Георгий Валентинович (23 декабря 1998[30] — 12 мая 1999[31]), министр
- Боос, Георгий Валентинович (12 мая 1999[31] — 24 мая 1999), исполняющий обязанности министра
- Починок, Александр Петрович (25 мая 1999[32] — 7 мая 2000[33]), министр
- Починок, Александр Петрович (7 мая 2000[33] — 18 мая 2000), исполняющий обязанности министра
- Букаев, Геннадий Иванович (18 мая 2000[34] — 24 февраля 2004[35]), министр
- Сердюков, Анатолий Эдуардович (16 марта 2004[36] — 26 июля 2004), исполняющий обязанности министра

Федеральная налоговая служба
- Сердюков, Анатолий Эдуардович (27 июля 2004[37] — 19 февраля 2007[38]), руководитель
- Мокрецов, Михаил Павлович (21 февраля 2007[39] — 6 апреля 2010[40]), руководитель
- Мишустин, Михаил Владимирович (6 апреля 2010[41] — 16 января 2020), руководитель.
- Егоров, Даниил Вячеславович (с 17 января 2020[42]), руководитель.

## Образовательные учреждения
- Северо-Западный институт повышения квалификации ФНС России